# 甲府市立黒平小学校
甲府市立黒平小学校（こうふしりつ くろべらしょうがっこう）は、山梨県甲府市黒平町にあった公立小学校。

## 概要
1978年に閉校した。現在は更地となっているが、避難場所として指定されている。

## 経緯
明治7年　宮本学校の分校として開設する。
昭和20年　高等科を併置する。
昭和27年　校舎の落成式を挙行する。
昭和30年10月1日　宮本小学校より独立し、同年11月4日、開校式を挙行する。
昭和53年3月　廃校となる。

## 周辺施設等
- 甲府市 市民いこいの里
- 黒戸奈神社